# Puliciphora tambopata
Puliciphora tambopata är en tvåvingeart som beskrevs av Ronald Henry Lambert Disney 1989. Puliciphora tambopata ingår i släktet Puliciphora och familjen puckelflugor.
Artens utbredningsområde är Peru. Inga underarter finns listade i Catalogue of Life.